# Emotions (álbum de Mariah Carey)
Emotions é o segundo álbum de estúdio da cantora e compositora norte-americana Mariah Carey, lançado a 17 de Setembro de 1991 pela editora discográfica Columbia. Este projecto viu um notável distanciamento do som presente no trabalho anterior da artista, Mariah Carey (1990), cuja sonoridade é maioritariamente pop contemporânea e repleto de baladas. Além disso, contrariamente ao trabalho de estreia de Carey, em Emotions ela teve a oportunidade e assumir maior controle criativo, optando por colaborar com novos compositores e produtores, à excepção de Walter Afanasieff, e ainda explorar novos géneros musicais, como o dance, gospel e outros subgéneros soul.
Inicialmente, a resposta da crítica especialista em música contemporânea foi mista, com elogios sendo direccionados ao desempenho vocal da cantora. Porém, o formato "formuláico" do álbum, assim como uma suposta falta de melhoria nas letras da artista, não agradaram os analistas musicais. Não obstante, Emotions venceu um prémio de música da Billboard na categoria feminina. A nível comercial, estreou no quarto posto da tabela musical de álbuns do seu país natal, onde eventualmente recebeu o certificado de disco de platina por quatro vezes na Recording Industry Association of America (RIAA). Em outros países, alcançou as dez melhores posições em mais sete tabelas musicais, incluindo o Japão, a Nova Zelândia e a Noruega. Até 2011, oito milhões de unidades do álbum já haviam sido comercializadas em todo o mundo.
De Emotions foram divulgados três singles. A faixa-título fez de Carey a única artista na história da Billboard a posicionar os primeiros singles da sua carreira no topo da tabela de singles dos Estados Unidos. Além disso, alcançou sucesso comercial em vários mercados musicais europeus, inclusive o Reino Unido, e ainda na Oceania. "Emotions" rendeu a Carey uma nomeação a um prémio Grammy na sua 34.ª cerimónia anual, na qual ela cantou uma versão ao vivo da faixa "If It's Over". "Can't Let Go", o segundo single, foi impedido de liderar a tabela de canções dos Estados Unidos pois a Columbia começou a retrair a canção para impulsionar as vendas do álbum. O terceiro single, "Make It Happen", juntamente com os dois primeiros, foi premiado com o título de "Melhor Canção" na cerimónia de 1993 dos prémios de música pop da Broadcast Music Incorporated.

## Antecedentes
O álbum de estreia auto-intitulado de Carey foi divulgado em Junho de 1990, alcançando um sucesso massivo em vários mercados musicais ao redor do mundo, inclusive a América do Norte, onde viria a receber o disco de platina por nove vezes nos EUA e por sete vezes no Canadá. Devido a este desempenho comercial, vários analistas de música questionaram se a artista iria ou não embarcar em uma digressão para promover as vendas do álbum em territórios internacionais, com Carey expressando que devido à sua natureza árdua e ainda as dificuldades enormes da cantar as suas canções ao vivo, factores estes associados ao longo de tempo de viagem e viagens constantes, ela temia uma digressão exaustiva. Então, com o tempo extra, a cantora dedicou-se à composição e produção do material do que viria a se tornar Emotions por volta do tempo em que "Someday", o seu terceiro single, foi lançado em Dezembro de 1990. Naquele período, era comum para um artista lançar um álbum de estúdio a cada dois anos de modo a permitir que os singles conseguissem promover o projecto através de reprodução frequente nas principais estações de rádio, além de aparições em programas de televisão. Além disso, após uma digressão que normalmente se seguiria, como um novo álbum seria lançado e traria novos fãs, estes iriam procurar o catálogo do artista e comprar o álbum anterior, na esperança de aprendizagem dos trabalhos mais antigos. Porém, a Sony, distribuidora fonográfica de Carey, optou por seguir uma via tradicional ao longo da década de 1960, na qual artistas lançavam um projecto por ano, à medida que sentiam que a reputação de "verme de estúdio" adquirida pela vocalista, assim como de ser uma compositora jovem, seriam cativantes o suficiente para lançar um novo álbum com mais frequência do que a maioria.

## Desenvolvimento e produção
À medida na qual a produção para Emotions andava, Carey teve uma briga com Ben Margulies, o colaborador com quem co-escreveu sete das onze canções inclusas no seu álbum de estreia. Juntos, eles haviam escrito e produzido sete canções para a fita de demonstração de Carey entregue ao executivo Tommy Mottola. No entanto, devido a um contrato que a cantora tinha assinado antes do seu contrato com a editora Columbia, a relação deles azedou. Carey concordara em dividir não só os direitos de autor das suas composições, mas também metade do seu rendimento, algo sobre o qual nunca repensou enquanto escrevia músicas no porão da casa de seu pai. No entanto, chegada a hora de compor o material para Emotions, os funcionários da Sony deixaram claro que Margulies apenas seria pago o valor justo dado a qualquer co-compositor do álbum. Então, Margulies entrou em um processo judicial contra a distribuidora, afirmando que, sob contrato, ele teria o direito de trabalhar com Carey, bem como colher benefícios extra. Passado quase um ano, o juiz estabeleceu que o compositor iria ganhar dez por cento do lucro obtido das vendas do álbum de Carey, excluindo quaisquer outros valores oriundos de outros empreendimentos da vocalista. Embora a situação tenha sido resolvida, a relação dos dois não voltou ao dantes. Sentindo-se traída, em uma entrevista para o autor Fred Bronson, Carey disse: "Eu o [contracto] assinei cegamente. Depois, tentei fazer tudo certo para que pudéssemos continuar ... mas ele não o quis aceitar." Após tudo solucionado, Margulies expressou os seus sentimentos acerca do assunto, alegando ter esperanças de um dia trabalhar novamente com a colaborada, colocando a maior parte da culpa na editora: "Espero que um dia a arte prevaleça sobre o negócio."
Mariah Carey tinha sido originalmente gravado no porão da casa do pai de Margulies usando equipamento antigo e de baixa qualidade. Depois de ter assinado com a Columbia, as músicas que seriam usadas para o álbum foram re-masterizadas e re-gravadas em estúdios profissionais. No entanto, devido ao envolvimento da Sony no projecto, Carey não foi permitida produzir a maioria do material do álbum pois os executivos da distribuidora achavam que o auxílio de produtores de renome iriam assegurar o sucesso do álbum. Então, para o seu segundo álbum de estúdio, Carey teve mais liberdade na produção. Além disso, ao contrário do álbum de estreia de Carey, com sonoridade pop e R&B contemporânea, Emotions vê a artista a explorar vários géneros musicais, incluindo o gospel, R&B, soul e pop, assim como sonoridade de trabalhos lançados nas décadas de 1960 e 70.
Como já não tinha mais uma relação profissional nem pessoal com Margulies, a cantora optou por trabalhar com produtores com quem não colaborou no seu álbum de estreia, à excepção de Walter Afanasieff, com quem, apesar de apenas ter co-escrito "Love Takes Time" e produzido uma pequena porção do disco, Carey sentiu uma química forte e rapidamente desenvolveu uma forma única de compor. Após gravar "If It's Over", a cantora expressou a conexão musical que partilhava com Afanasieff, bem como o formato criativo usado na composição e produção da sua música com ele, ou ainda com C+C Music Factory. Ao trabalhar com o primeiro, a dupla sentava no piano e criavam sons até atingirem a notal e o arranjo desejado. Durante uma entrevista em 1992, Afanasieff descreveu como a artista começava a cantar notas e sons diferentes sobre as quais idealizava enquanto ele ia acompanhando com o piano. Assim, ele ajudava ela a atingir a nota certa e vice-versa. Carey descreveu a sua relação de trabalho como "muito original" e muito parecida com a forma pela qual colaborava com Margulies. Além de Afanasieff, a cantora trabalhou com Robert Clivillés e David Cole, ambos membros do grupo de música dance C+C Music Factory. Trabalhar com a dupla foi originalmente uma sugestão de Mottola e, após reunir-se com eles, Carey concordou em colaborar em quatro faixas. Embora similar ao com Afanasieff, o processo criativo de Carey com Cole e Clivillés revelou ser diferente. Eles traziam várias gravações e melodias diferentes, às qual ela iria escolher a favorita. Depois, trabalhavam juntos na construção da melodia já criada, à qual Carey podia adicionar o que quisesse, bem como escrever a letra e definir a tonalidade.

## Estrutura musical e conteúdo
"Emotions", a faixa de abertura, é fortemente influenciado pela música disco dos anos 1970. O tema coloca a forte extensão vocal "de tirar o fôlego" de Carey em dispor e ainda contém uso do whistle register, sendo até hoje considerado "entre os melhores" da artista. A sua letra "alegre" apresenta uma protagonista a expressar emoção forte e profunda pelo seu amado. "And Don't You Remember", um dos temas mais influenciados pelo gospel no projecto, contém mudanças na progressão de acordes do órgão e produção mínima de modo a colocar mais ênfase e dar um sentimento mais "puro e dos anos 60" à obra. Juntamente com "Emotions", fazem parte de um trio de faixas do álbum concebidas com o objectivo de homenagear as baladas da Motown, com a inclusão de um coro de igreja, assim como arranjo musical exclusivo de Carey. A sua letra reflete o refrão "puro" da canção, contando a história de uma raparida a quem prometido de tudo pelo seu namorado, porém este rapidamente esquece-se dela e parte para uma próxima. Após a decepção, a protagonista questiona-lhe se ele não se lembra de todas aquelas promessas e sonhos partilhados. Influenciada por baladas dos anos 1950, "Can't Let Go", a faixa seguinte, é uma balada lenta, com tristeza e saudade no conteúdo lírico cujo segmento introdutório apresenta mínima mudança de acordes. Durante a sua primeira metade, a vocalista usa uma voz mais baixa e rouca que eventualmente dirige o ouvinte ao crescendo do belting e whistle no fim. Das dez faixas do projecto, Carey sentiu que a mais liricamente autobiográfica foi "Make It Happen", que retrata a história de Carey adolescente e pobre antes de ter assinado com a Columbia, antes de estabelecer a importância da fé e oração. Nickson descreveu a sua instrumentação como "restrita" e "muito Motown-esca," observando também a sua infusão evangélica leve.

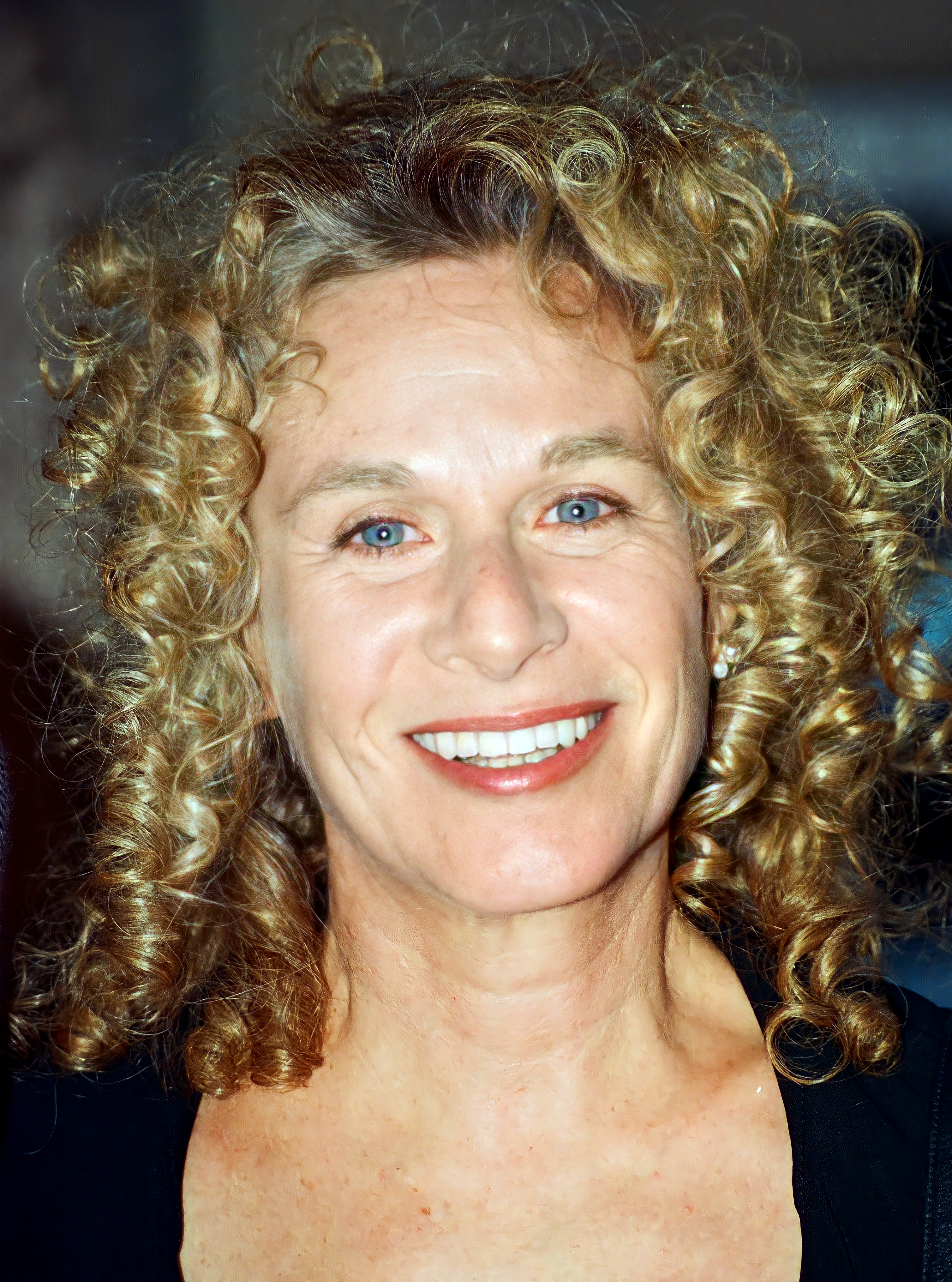
Carole King aproximou-se de Carey na esperança de trabalhar consigo, eventualmente concebendo "If It's Over".

Criticamente, a música mais esperada do álbum foi a colaboração de Carey com Carole King, uma cantora e compositora que alcançou popularidade ao longo da década de 1970. King aproximou-se de Carey na esperança de trabalhar consigo após ouvi-la cantar ao vivo no programa de televisão The Arsenio Hall Show. Durante uma conversa com Carey, King sugeriu que ela interpretasse uma versão de "(You Make Me Feel Like) A Natural Woman", um tema co-escrito por si com Gerry Goffin para a cantora Aretha Franklin. Depois de muita reflexão, Carey recusou por sentir-se desconfortável em fazer uma versão de uma canção que uma das suas influências musicais executou perfeitamente. Ainda determinada a trabalhar com Carey, King voou para Nova Iorque por um dia, na esperança de compor e produzir um tipo de balada. Durante todo o dia, as duas compositoras trocaram ideias musicais e melodias no piano que vieram a culminar em "If It's Over". "Eu amo a voz dela. Ela é muito expressiva. Ela dá muito sentido ao que ela canta," expressou King acerca da experiência de trabalho com Carey. Influenciada por temas divulgados nos anos 1960 e 70, bem como música gospel e outros subgéneros de música soul, a base e a instrumentação do tema foram cruciais para o desempenho de Carey, segundo Nickson.
"Como uma canção repleta de influências gospel e soul, permitiu Mariah realmente deixar a lágrima rolar solta e mostrar o que ela podia fazer — o que na realidade era muito mais do que a ginástica vocal que parecia constituir a sua reputação até então. De um barulho profundo para um gemido alto, ela cobriu cinco oitavas maravilhosamente, à medida em que a melodia crescia. Os vocais de apoio — que mais uma vez tiveram aquelas harmonias de igreja — preenchem a melodia de reposição, assim como as trompas majestosas, que entram próximo ao fim. A canção foi realmente uma vitrine vocal para Mariah."
— O autor Chris Nickson a descrever o conteúdo e instrumentação de "If It's Over".
A introdução da sexta faixa do alinhamento, "You're So Cold", apresenta um piano e um desempenho vocal a cappella antes de alcançar o seu refrão. "A canção entrou no refrão, impulsionada pelo trabalho piano house-esco, o ritmo borbulhante e sedutor escondendo as letras nervosas, o tom de voz optimista," comentou Nickson, que ainda insinuou que o conteúdo lírico da obra continha uma mensagem irritada, confrontando um amante infiel e perguntando como ele poderia ser "tão frio." Co-composta por Afanasieff, a sonoridade de "So Blessed" é influenciada por baladas pop do anos 1950, e a voz de Carey é bastante contida, pois ela permanece dentro das suas tonalidades mais baixas durante a canção. "To Be Around You", a oitava faixa, foi vista por Nickson como "muito mais staccato." Sua produção e melodia foram concebidas com o intuito de homenagear "Got to Be Real" (1978) de Cheryl Lynn, além de apresentar conversas até ao final da sua duração. "Till the End of Time", a penúltima faixa e a mais longa do alinhamento, foi considerada por Nickson como uma "melodia suave quase como de canção de aninhar." Musicalmente, é uma balada na qual a protagonista expressa o seu amor até ao fim dos tempos que prepara o ouvinte para "The Wind", a faixa de encerramento e a mais influenciada por jazz. Ela foi construída em torno de uma melodia de piano concebida pelo pianista Russell Freeman na década de 1950, levada ao conhecimento de Carey por Afanasieff, que após a ter descoberto inspirou-a a compor o resto da melodia e escrever a letra, letra esta que aborda um amigo da vocalista que morreu em um acidente de aviação por conduzir embriagado.
Segundo várias analistas musicais, Emotions cumpriu o seu maior desafio, contribuindo para o uso e infusão de uma vastidão de géneros na música de Carey, oportunidade que a artista não teve enquanto produzida o seu trabalho de estreia.

## Lançamento, repercussão e divulgação

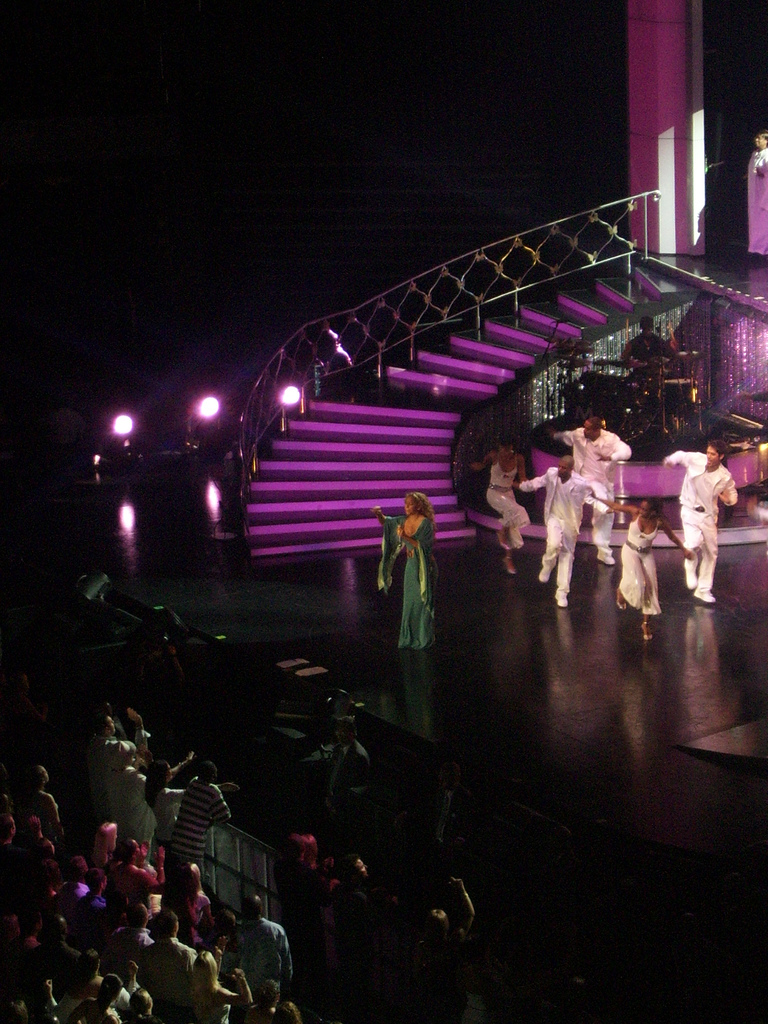
Carey a cantar "Make It Happen" em Agosto de 2006 na paragem da The Adventures of Mimi Tour em Tampa, Flórida.

Emotions foi lançado a 17 de Setembro de 1991 e, ao longo do ano seguinte, juntamente com a sua intérprete e seus singles, foi recebendo aclamação e  reconhecimento pela indústria musical em forma de vários prémios. Na 19.ª cerimónia anual dos prémios de música norte-americana, Carey venceu na categoria "Artista Feminina de Soul/R&B", enquanto na terceira cerimónia dos prémios de música da Billboard, venceu as categorias "Melhor Álbum Feminino" por Emotions e "Melhor Single Feminino" pela faixa-título.
Tal como o ocorrido com Mariah Carey no ano anterior, embora não tenha embarcado em uma digressão para promovê-lo, Carey optou por fazer uma série de participações em programas de televisão e cerimónias de entrega de prémios tanto na América do Norte como na Europa. Além disso, três canções do disco foram distribuídas como singles. Embora "You're So Cold" tenha sido originalmente considerada, "Emotions" foi lançado como o primeiro, rendendo a Carey o feito de ser a única artista a posicionar os primeiros cinco singles da sua carreira no primeiro posto da tabela musical oficial de canções dos EUA. O single também alcançou sucesso ao redor do mundo, posicionando-se dentro das dez melhores posições nas tabelas de cinco outros países. "Emotions" foi apresentada ao vivo pela primeira vez na cerimónia dos prémios de vídeos musicais da MTV de 1991, na qual Carey estava acompanhada por vários vocalistas de apoio. O tema viria a ser novamente interpretado no The Arsenio Hall Show na noite de 23 de Setembro. Outras apresentações incluem a cerimónia dos prémios de música Soul Train de 1992 nos Estados Unidos, o programa musical britânico Top of the Pops e o talk show Des O'Connor Tonight no Reino Unido, e ainda os programas de televisão Sondagstoppet e Kulan na Suécia em meados de Setembro de 1991. Todas apresentações acima mencionadas incluíram "Can't Let Go", o segundo single, como um desempenho secundário. Devido à retração de "Can't Let Go" pela Columbia, a fim de impulsionar as vendas de Emotions, a canção atingiu o seu pico no segundo posto da tabela de canções norte-americana e alcançou sucesso moderado ao longo do continente europeu, onde apenas atingiu as vinte melhores posições no Reino Unido. O seu vídeo musical foi filmado em preto e branco e mostrou o cabelo de Carey esticado pela primeira vez na sua carreira. O single foi interpretado ao vivo mais uma vez no Saturday Night Live, e foi incluso em um clipe de estúdio pré-gravado transmitido pelo The Today Show. Lançado vários meses após Emotions, "Make It Happen", o terceiro single, não foi interpretado durante os esforços promocionais originais para o álbum. No entanto, foi incluso no alinhamento de canções de várias digressões futuras de Carey. O vídeo musical de "Make It Happen" vê Carey a cantar em frente a uma platéia em uma igreja grande reminiscente a uma catedral ao lado de um coro de igreja e dançarinos infantis. Todos os três singles do álbum foram premiados com otítulo de "Melhor Canção" na cerimónia de 1993 dos prémios de música pop da Broadcast Music Incorporated.
Na noite de 26 de Fevereiro de 1992, acompanhada por uma orquestra completa e vários cantores de apoio, Carey cantou "If It's Over" ao vivo na 34.ª cerimónia anual dos prémios Grammy. Nessa cerimónia, a artista havia recebido nomeações nas categorias "Produtor do Ano, Não Clássico" (juntamente com Afanasieff) e "Melhor Desempenho Vocal Feminino" por "Emotions", perdendo em ambas para David Foster e "Something to Talk About" (1991) de Bonnie Raitt, respectivamente.

## Recepção da crítica
| Críticas profissionais        | Críticas profissionais |
| Avaliações da crítica         | Avaliações da crítica  |
| Fonte                         | Avaliação              |
| ----------------------------- | ---------------------- |
| About.com                     | [ 6 ]                  |
| AllMusic                      | [ 22 ]                 |
| Robert Christgau              | (negativa)             |
| Chicago Tribune               | [ 7 ]                  |
| Encyclopedia of Popular Music | [ 24 ]                 |
| Entertainment Weekly          | C                      |
| Los Angeles Times             | [ 26 ]                 |
| Q                             | [ 27 ]                 |
| Rolling Stone                 | [ 28 ]                 |
| The Rolling Stone Album Guide | [ 29 ]                 |

Escrevendo para a revista musical Rolling Stone, Rob Tannenbaum achou Emotions dependente do "dance-pop comercial" e dos exercícios vocais indulgentes de Carey, fazendo difícil para os ouvintes se conectem com as letras. "Carey tem uma presença vocal notável mas, até hoje, infelizmente, o seu canto foi muito mais impressionante do que expressivo," escreveu Tannenbaum. Dennis Hunt, para o jornal Los Angeles Times, considerou a voz "espetacular e impressionante" de Carey comparável à de Whitney Houston, porém criticou a composição e a produção por "tocar alto na escala da ángustia." Para o jornal The New York Times, Stephen Holden sentiu que o disco exibiu a força vocal da cantora mais efectivamente do que o seu trabalho de estreia, mas não mostrou melhoria na composição das letras, as quais Holden disse que "descrevem os altos e baixos desesperados de relacionamentos em clichês bruscos amarrados juntos, com rimas mínimas."
Arion Berger, para a revista electrónica Entertainment Weekly, considerou Emotions "mais frio e mais calculado" do que o anterior, descrevendo-o como "a progênie híbrida de uma tradição venerável — a tradição da diva R&B — e instintos comerciais grosseiros. É gospel sem soul, canções de amor sem paixão, pop sem vivacidade." A editora Parry Gettelman, para o jornal Orlando Sentinel, também criticou as acrobacias vocais da artista, escrevendo que a cantora se tornou "tão apaixonada pelo fragmento de frequência ultra alta do seu alcance vocal, que estou a começar a suspeitar que ela possa ser uma espiã intergaláctica a tentar restabelecer comunicações com o seu longínquo Planeta dos Cães." O crítico musical profissional Robert Christgau, embora impressionado, julgou Emotions como um "fracasso" por ser "um disco péssimo cujos detalhes raramente merecem mais reflexão."
No entanto, Steve Morse, para o jornal The Boston Globe, se revelou mais entusiasmado na sua análise, considerando Emotions como "um salto quântico na maturidade e confiança" adquirida no seu primeiro álbum. Além disso, observou as letras como "notáveis", as baladas "indescritivelmente lindas" e a capacidade vocal e de composição de Carey "ilimitada." Em uma análise retrospectiva, a revista Q saudou Emotions como "um exemplo tecnicamente perfeito de R&B convencional," ostentando os vocais elegantes de Carey e "a elegância habitual de uma produção multimilionária." Além de ter apontado "Emotions" e "Make It Happen" como destaques do projecto na sua resenha para o portal AllMusic, a editora Ashley S. Battel chamou o álbum de uma "jornada musical" e "forte acompanhamento" ao primeiro trabalho da cantora, que reproduziu com sucesso a fórmula "dance/R&B /baladas" do seu antecessor. Battel chamou.

## Alinhamento de faixas
Emotions contém dez faixas, e todas elas tiveram as suas letras escritas por Carey.
| Emotions       |                          |                                          |                      |         |  |
| N.º            | Título                   | Música                                   | Produtor(es)         | Duração |  |
| 1.             | "Emotions"               | Mariah Carey Robert Clivillés David Cole | Clivillés Cole Carey | 4:09    |  |
| 2.             | "And You Don't Remember" | Carey Walter Afanasieff                  | Carey Afanasieff     | 4:26    |  |
| 3.             | "Can't Let Go"           | Carey Afanasieff                         | Carey Afanasieff     | 4:27    |  |
| 4.             | "Make It Happen"         | Carey Clivillés Cole                     | Carey Clivillés Cole | 5:10    |  |
| 5.             | "If It's Over"           | Carey Carole King                        | Carey Afanasieff     | 4:38    |  |
| 6.             | "You're So Cold"         | Carey Cole                               | Carey Clivillés Cole | 5:05    |  |
| 7.             | "So Blessed"             | Carey Afanasieff                         | Carey Afanasieff     | 4:13    |  |
| 8.             | "To Be Around You"       | Carey Cole                               | Carey Clivillés Cole | 4:37    |  |
| 9.             | "Till the End of Time"   | Carey Afanasieff                         | Carey Afanasieff     | 5:35    |  |
| 10.            | "The Wind"               | Carey Russell Freeman                    | Carey Afanasieff     | 4:41    |  |
| Duração total: | Duração total:           | Duração total:                           | Duração total:       | 47:01   |  |

Amostras
- "Can't Let Go" contém amostra de "Make It Last Forever" (1987), co-composta por Teddy Riley e Keith Sweat e gravada por Sweat e Jacci McGhee;
- "Make It Happen" contém amostra de "I Want to Thank You" (1981), gravada por Alicia Myers;
- "The Wind" contém amostra de "The Wind" (1954), co-composta por Chet Baker e Russell Freeman.

## Créditos e pessoal
Os créditos seguintes foram adaptados do encarte do álbum Emotions.
Locais de gravação
- Condado de Marin, Califórnia: Skywalker Sound;
- Sausalito, Califórnia: The Plant Recording;
- Cidade de Nova Iorque, Nova Iorque: Right Track Recording · Axis · Skyline · Battery · Electric Lady · Giant Recording

Pessoal
- Arranjos: Walter Afanasieff (vocal, metais) · Mariah Carey (vocal) · Robert Clivillés (geral, teclado) · David Cole (geral, teclado) · Lew Del Gatto (trompa)
- Composição: M. Carey
- Direção de arte: Josephine DiDonato
- Engenharia acústica: Bruce Calder (assistência) · Dana Jon Chappelle · Jon Mathias · Bruce Miller · Lolly Grodner (assistência) · Acar S. Key · Manny Lacarrubba (assistência) · Craig Silvey (assistência) · MT Silvia (assistência)
- Fotografia: Phillip Dixon
- Instrumentação: W. Afanasieff (violão, baixo, bateria, piano de cauda, teclado, órgão, órgão Hammond, percussão, piano, cordas, synclavier, sintetizador, baixo sintetizador, pandeiro, vibrafone) · Vernon "Ice" Black (guitarra) · Gary Cirimelli (synclavier) · R. Clivillés (bateria) · D. Cole (teclado) · L. Del Gatto (saxofone barítono) · Cornell Dupree (guitarra) · Lawrence Feldman (saxofone tenor) · Earl Gardner (trompete) · Carl James (guitarra baixo) · Ren Klyce (synclavier, sintetizador) · Michael Landau (guitarra) · Will Lee (baixo) · Keith O'Quinn (trombone) · Paul Pesco (guitarra) · Steve Smith (bateria) · George Young (saxofone tenor)
- Letras: M. Carey
- Masterização: Bob Ludwig
- Mistura: M. Carey · D. J. Chappelle · R. Clivillés · Bob Rosa · D. Cole
- Produção: W. Afanasieff · M. Carey · R. Clivillés · D. Cole
- Produção executiva: Tommy Mottola
- Programação: W. Afanasieff · G. Cirimelli · Alan Friedman · R. Klyce
- Vocais: M. Carey (principais, fundo) · Trey Lorenz (fundo) · Patrique McMillian (fundo) · Cindy Mizelle (fundo)

## Desempenho nas tabelas musicais
Nos Estados Unidos, 129 mil unidades de Emotions foram comercializadas ao longo da sua primeira semana de disponibilidade, rendendo-lhe uma estreia na quarta posição da tabela musical de álbuns. No total, o álbum viria a permanecer dentro das vinte melhores posições da tabela por 27 semanas consecutivas, e dentro das duzentas melhores por 55 semanas, tornando-se no projecto de Carey com a posição de pico mais baixa naquela tabela até ao lançamento de Glitter (2001). Após ultrapassar a marca das quatro milhões de unidades comercializadas dentro daquele país, Emotions recebeu o certificado de disco de platina por quatro vezes pela Recording Industry Association of America (RIAA). De acordo com a Nielsen SoundScan, serviço de mediação de vendas musicais na América do Norte, três milhões e 595 mil cópias do álbum já haviam sido movidas até Abril de 2013. No vizinho Canadá, Emotions estreou no número quatorze da tabela de álbuns, segundo o publicado pela revista RPM a 5 de Outubro de 1991. Quatro semanas depois, na publicação de 2 de Novembro seguinte, o disco alcançou o seu pico no sexto posto, o qual ocupou por apenas uma semana. Emotions terminou o ano como o 35.º projecto mais vendido no Canadá, território onde também recebeu o certificado de disco de platina por quatro vezes pela Music Canada pelo embarque de mais de quatrocentas mil cópias.
No Japão, Emotions estreou no número três da tabela oficial de álbuns publicada pela Oricon e, de acordo com o revelado pela distribuidora Sony Music, já moveu cerca de um milhão de unidades no país. Já na Oceania, o álbum estreou no número 96 da tabela de álbuns australiana, conforme o anunciado na publicação de 6 de Outubro de 1991 da ARIA Charts, atingindo a sua posição de pico no número oito quatro semanas depois. Naquele país, o projecto permaneceu dentro das cem melhores colocações por trinta semanas, recebendo o certificado de disco de platina pela Australian Recording Industry Association (ARIA) pela venda de mais de setenta mil cópias. Não obstante, na Nova Zelândia, o disco estreou no número seis da tabela de álbuns, segundo o revelado na semana de 17 de Outubro pela Recorded Music NZ (RMNZ), passando um total de dezesseis semanas naquela tabela. A RMNZ certificou o álbum com disco platina pelas vendas de quinze mil unidades dentro do país.
Em território europeu, Emotions recebeu o certificado de disco de ouro pela Syndicat National de l'Édition Phonographique (SNEP) quando atingiu a marca das cem mil unidades comercializadas na França. Nos Países Baixos, estreou no número 79 da tabela de álbuns, subindo para o seu pico no posto 59 na semana seguinte. No total, passou seis semanas naquela tabela musical e recebeu o disco platina pela Nederlandse Vereniging van Producenten en Importeurs van beeld- en geluidsdragers (NVPI) ao ultrapassar as cem mil unidades vendidas no país. Na Suécia, Emotions estreou no número 26 da tabela de álbuns, atingindo o seu pico no número treze e passando um total de cinco semanas a flutuar nas posições da tabela. Após a sua saída, o álbum recebeu o certificado de disco de platina pela Federação Internacional da Indústria Fonográfica (IFPI) pelo embarque de cem mil cópias. Na Suíça, Emotions estreou no número dezasseis da tabela de álbuns na semana de 13 de Outubro de 1991, alcançando o seu pico na posição quinze na semana seguinte. Após uma série de nove semanas na tabela de álbuns, o projecto foi certificado com disco de ouro pela IFPI, por comercializar cinquenta mil cópias. No Reino Unido, o álbum estreou no número dez da tabela de álbuns, conforme o anunciado na semana de 26 de Outubro pela The Official Charts Company. Na sua décima sétima semana na tabela, alcançou o seu pico na quarta posição, melhor que o pico no sexto posto alcançado por Mariah Carey. Depois de oscilar pela tabela por quarenta semanas, o álbum foi certificado com disco de platina pela British Phonographic Industry (BPI) pelas vendas de mais de trezentas mil unidades.
Ao redor do mundo, Emotions moveu oito milhões de exemplares.

### Posições
| País — Tabela musical (1991–92)                     | Posição de pico |
| --------------------------------------------------- | --------------- |
| Alemanha — Offizielle Top 100 (GfK)                 | 46              |
| Austrália — ARIA Albums Chart                       | 8               |
| Áustria — Ö3 Austria Top 40                         | 39              |
| Canadá — Top Albums/CDs (RPM)                       | 6               |
| Canadá — The Record                                 | 5               |
| Estados Unidos — Billboard 200                      | 4               |
| Estados Unidos — Top R&B/Hip-Hop Albums (Billboard) | 6               |
| Espanha — PROMUSICAE                                | 38              |
| União Europeia — European Top 100 (Billboard)       | 12              |
| Finlândia — Suomen virallinen albumilista           | 12              |
| Itália — Hit Parade                                 | 16              |
| Japão — Top 100 Albums (Oricon)                     | 3               |
| Noruega — VG-lista                                  | 8               |
| Nova Zelândia — Recorded Music NZ                   | 6               |
| Países Baixos — Album Top 100 (MegaCharts)          | 9               |
| Reino Unido — UK Albums Chart (OCC)                 | 4               |
| Suécia — Albums Top 60 (Sverigetopplistan)          | 13              |
| Suíça — Albums Top 100 (Schweizer Hitparade)        | 15              |

| País — Tabela musical (1991)                        | Posição |
| --------------------------------------------------- | ------- |
| Canadá — Top Albums/CDs (RPM)                       | 35      |
| Itália — Hit Parade                                 | 81      |
| Japão — Top 100 Albums (Oricon)                     | 80      |
| País — Tabela musical (1992)                        | Posição |
| Estados Unidos — Billboard 200                      | 22      |
| Estados Unidos — Top R&B/Hip-Hop Albums (Billboard) | 21      |
| Japão — Top 100 Albums (Oricon)                     | 83      |
| Reino Unido — UK Albums Chart (OCC)                 | 62      |
| Países Baixos — Album Top 100 (MegaCharts)          | 52      |

| Região — Associação (Vendas)      | Certificação |
| --------------------------------- | ------------ |
| Austrália — ARIA (70 mil)         | Platina      |
| Canadá — MC (400 mil)             | 4× Platina   |
| Estados Unidos — RIAA (3 595 000) | 4× Platina   |
| França — SNEP (100 000)           | Ouro         |
| Japão — RIAJ (1 milhão)           | Diamante     |
| Nova Zelândia — RMNZ (100 mil)    | Platina      |
| Países Baixos — NVPI (100 mil)    | Platina      |
| Reino Unido — BPI (100 mil)       | Platina      |
| Suécia — FIIF (100 mil)           | Platina      |
| Suíça — FIIF (25 mil)             | Ouro         |